# La Fille de Carthage
La Fille de Carthage (Aïn-el-Ghezal) és una pel·lícula tunisiana muda dirigida per Albert Samama-Chikli i estrenada el 1924. Part del rodatge va tenir lloc al palau de La Marsa i els seus jardins, llavors residència de Habib Bey.
La música està composta per Mark Smythe. Haydée Chikli, Hadj Hadi Jebali, Belgassem Ben Taïeb i Ahmed Dziri interpreten els papers principals.

## Repartiment
- Haydée Chikli: Aïn-el-Ghezal (‘ull de gasela’)[4]
- Hadj Hadi Jebali: Bou-Hanifa (caid)
- Belgassem Ben Taïeb: Saada (fill del xeic)[5]
- Ahmed Dziri: Taleb (muetzí i mestre d'escola)